# Jerry Mateparae

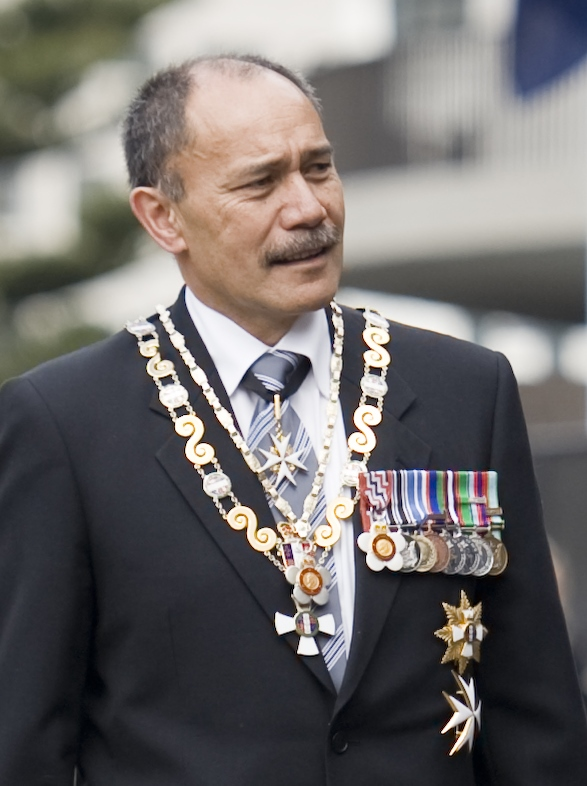
Jerry Mateparae (2011)

Sir Jerry Mateparae GNZM QSO KStJ (* 14. November 1954 in Whanganui, Neuseeland) war von 2006 an Generalleutnant und Chef der New Zealand Defence Force und bekleidete vom 31. August 2011 bis zum 31. August 2016 das Amt des Generalgouverneurs von Neuseeland.

## Frühe Jahre
Stammeszugehörig zu den Ngāti Tūwharetoa und den Ngāti Kahungunu, mit Verbindungen zu den Ngāi Tūhoe, wurde Jeremiah Mateparae am 14. November 1954 in die ärmere Gegend von Whanganui geboren. Sein Vater Sam Andrew arbeitete im Kühlhaus der Stadt. Kaum geboren, gaben ihn Jeremiahs Eltern an die Eheleute Rangiwhaiuru Mateparae und seine Frau Rangitunoa ab. Später nahm er den Nachnamen seiner Zieheltern an. Beide, Jeremiahs leiblicher Vater und sein Ziehvater Rangiwhaiuru, waren sogenannte apostles-minister (Pfarrer) der Rātana-Kirche. Jeremiah besuchte nacheinander die Castlecliff Primary School, die Rutherford Intermediate School und die Wanganui High School.

## Militärkarriere
Im Juni 1972 trat er in den Militärdienst ein, absolvierte eine dreijährige Ausbildung als einfacher Soldat, graduierte 1976 an der Officer Cadet School in Portsea in Victoria, Australien und wechselte zum Royal New Zealand Infantry Regiment. Auch diente er im New Zealand Special Air Service.
Weitere Ausbildungen folgten auf den Militärschulen des Staff College der British Army in Camberley, England im Jahr 1989, 1995 am Australian Joint Services Staff College in Canberra und 1999 am Royal College of Defence Studies in London. An der University of Waikato schloss er im Jahr 1996 ein Studium mit dem Master of Arts zum Thema Internationale Beziehungen und Strategie Studien mit Auszeichnung ab.

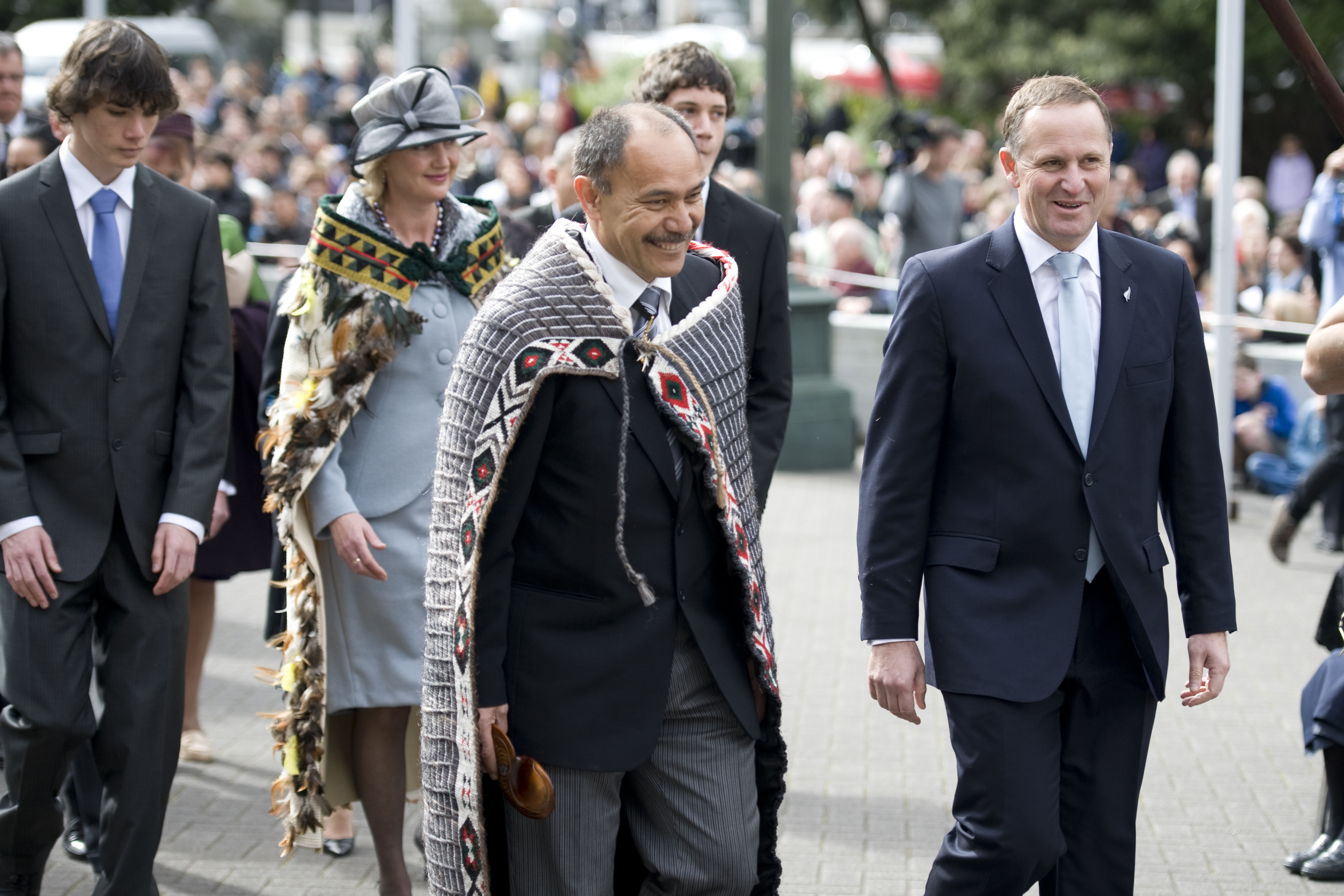
Gouverneur Mateparae mit Premierminister John Key auf dem Weg zum Parlament

Von Mai 1994 bis Mai 1995 war er für die Vereinten Nationen als Beobachter im südlichen Libanon stationiert, kommandierte 1998 die sogenannte Truce Monitoring Group, die in der Operation Belisi den Waffenstillstand im Bürgerkrieg auf der Insel Bougainville kontrollieren sollte, und war von Dezember 1999 bis Juli 2001 unter der International Force East Timor (INTERFET) in Osttimor im Einsatz.
Am 1. Mai 2002 wurde Mateparae Chef der neuseeländischen Armee und am 1. Mai 2006 zum Generalleutnant befördert. Er war damit der zweite Māori, der diese Position in Neuseeland erlangte. Am 7. Februar 2011 wurde er Direktor des Government Communications Security Bureau, gab das Amt aber schnell wieder bei seiner Ernennung zum Generalgouverneur am 31. August 2011 ab. Zum 31. August 2016 endete seine Amtszeit, seine Nachfolgerin wurde Patsy Reddy. Von März 2017 bis April 2020 übernahm er das Amt des High Commissioner of New Zealand to the United Kingdom in London.
Er ist verheiratet und hat zwei Töchter und drei Söhne.

## Auszeichnungen
- 2011 – Ehrendoktor der Massey University, verliehen am 12. Mai 2011[4]
- 2011 – Knights Grand Companion (GNZM) des New Zealand Order of Merit, verliehen am 20. Mai 2011[5]
- 2011 – Distinguished Service Order, verliehen am 30. Mai 2011 vom Präsidenten von Singapur, Sellapan Ramanathan[6]
- 2017 – Grand Collar des Ordem de Timor-Leste[7]